# Le Soler
Le Soler (em catalão:  El Soler) é uma comuna francesa na região administrativa da Occitânia, no departamento dos Pirenéus Orientais. Estende-se por uma área de 10.35 km², e possui 7.753 habitantes, segundo o censo de 2018, com uma densidade de 750 hab/km².